# 黄逖非
黄逖非（1905年1月—2003年9月4日），男，湖南南县人，中国政治人物，原天津市政协副主席。黄少谷之弟。

## 生平
1927年，经其兄黄少谷介绍，黄逖非赴冯玉祥部任股长、《革命军人朝报》编辑。次年，改任山东滕县货物税局局长、郑州陇海铁路督办公署处员。1930年再次加入冯玉祥部，负责监督无线电台。此后又任北平新新印刷所经理、正太铁路局主任课员等职。1938年起，历任湖南省第八区专员公署科长，重庆物资局专员，南京《和平日报》社经理、主任秘书，中央银行成都分行专员等。1949年，黄逖非拒绝了随其兄赴台的建议，留在大陆。
中华人民共和国成立后，黄逖非历任天津文史研究馆、市政协副秘书长等职。1977年，当选天津市政协副主席。次年加入中国国民党革命委员会。他还曾任第四、五届全国政协委员，第六、七届全国政协常委，民革中央常委、天津市主委、名誉主委，天津市人大代表等职。2003年9月去世，终年99岁。